# Olympische Geschichte von St. Kitts und Nevis
| Gelbes Symbol für Goldmedaillen mit stilisierten Olympischen Ringen | Graues Symbol für Silbermedaillen mit stilisierten Olympischen Ringen | Braundes Symbol für Bronzemedaillen mit stilisierten Olympischen Ringen |
| ------------------------------------------------------------------- | --------------------------------------------------------------------- | ----------------------------------------------------------------------- |
| —                                                                   | —                                                                     | —                                                                       |

St. Kitts und Nevis, dessen NOK, die St. Kitts and Nevis Olympic Association, 1986 gegründet wurde, nimmt seit 1996 an Olympischen Sommerspielen teil. Zu Winterspielen wurden bislang keine Athleten geschickt. Jugendliche Sportler nahmen an beiden bislang ausgetragenen Jugend-Sommerspielen teil.

## Übersicht

### Sommerspiele

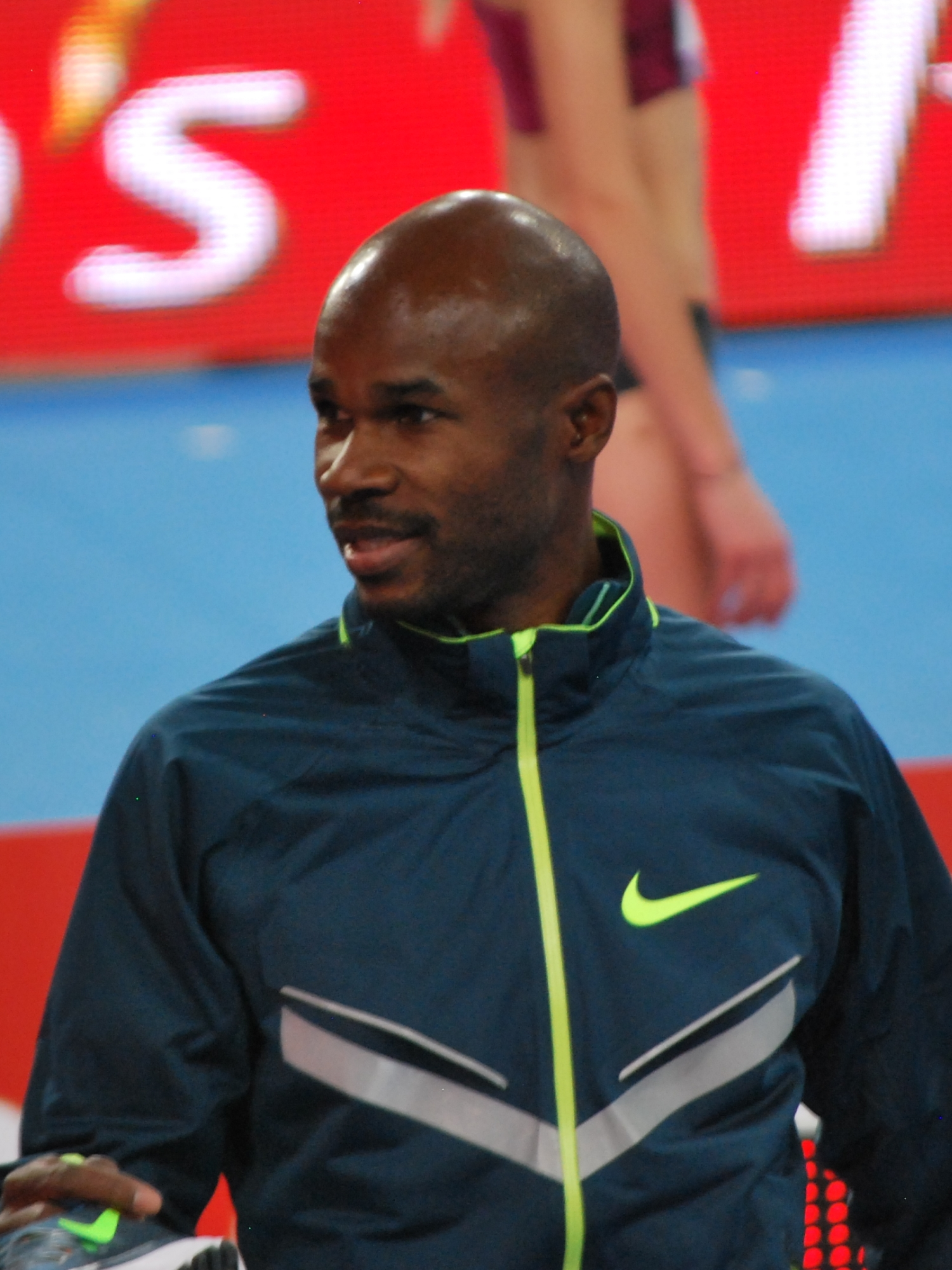
Kim Collins (2015)

Bis 2024 bestanden alle Olympiamannschaften der Karibikinsel aus Leichtathleten. Der Sprinter Kim Collins und die Sprinterin Diane Francis waren am 26. Juli 1996 in Atlanta die ersten Olympioniken ihres Landes. Mit Troy Nisbett startete bei den 2024 in Paris erstmals ein Schwimmer für St. Kitts und Nevis.
Der erfolgreichste Teilnehmer war Kim Collins, der bei vier Teilnahmen drei Finals erreichte. 2000 wurde er über 100 Meter Siebter, 2004 Sechster. 2008 erreichte er über 200 Meter ebenfalls Platz 6.

### Jugendspiele
Zwei jugendliche Sportler, ein Junge und ein Mädchen, gingen bei der ersten Austragung von Olympischen Jugend-Sommerspielen 2010 in Singapur in der Leichtathletik an den Start. Beide blieben erfolglos.
2014 in Nanjing nahmen drei Athleten, zwei Jungen und zwei Mädchen, teil. Sie traten in der Leichtathletik und im Tischtennis an. Akeem Chumney wurde über 400 Meter Hürden Achter, Kristal Liburd im Weitsprung Fünfte.

## Übersicht der Teilnehmer

### Sommerspiele
| Jahr      | Athleten           | Athleten           | Athleten           | Flaggenträger                          | Sportarten         | Sportarten         | Medaillen          | Medaillen          | Medaillen          | Medaillen          | Rang |
| Jahr      | Gesamt             | Männer             | Frauen             | Flaggenträger                          | Leichtathletik     | Schwimmen          |                    |                    |                    | Total              | Rang |
| --------- | ------------------ | ------------------ | ------------------ | -------------------------------------- | ------------------ | ------------------ | ------------------ | ------------------ | ------------------ | ------------------ | ---- |
| 1896–1992 | nicht teilgenommen | nicht teilgenommen | nicht teilgenommen | nicht teilgenommen                     | nicht teilgenommen | nicht teilgenommen | nicht teilgenommen | nicht teilgenommen | nicht teilgenommen | nicht teilgenommen |      |
| 1996      | 10                 | 4                  | 6                  | Diane Francis                          | 10                 |                    |                    |                    |                    |                    |      |
| 2000      | 2                  | 1                  | 1                  | Kim Collins                            | 2                  |                    |                    |                    |                    |                    |      |
| 2004      | 2                  | 1                  | 1                  | Kim Collins                            | 2                  |                    |                    |                    |                    |                    |      |
| 2008      | 4                  | 1                  | 3                  | Virgil Hodge                           | 4                  |                    |                    |                    |                    |                    |      |
| 2012      | 4                  | 4                  | 0                  | Kim Collins                            | 4                  |                    |                    |                    |                    |                    |      |
| 2016      | 7                  | 6                  | 1                  | Antoine Adams                          | 7                  |                    |                    |                    |                    |                    |      |
| 2020      | 2                  | 1                  | 1                  | Amya Clarke & Jason Rogers             | 2                  |                    |                    |                    |                    |                    |      |
| 2024      | 3                  | 2                  | 1                  | Zahria Allers-Liburd & Naquille Harris | 2                  | 1                  |                    |                    |                    |                    |      |
| Gesamt    | Gesamt             | Gesamt             | Gesamt             | Gesamt                                 | Gesamt             | Gesamt             | 0                  | 0                  | 0                  | 0                  | -    |

### Winterspiele
| Jahr      | Athleten           | Athleten           | Athleten           | Flaggenträger      | Sportarten         | Medaillen          | Medaillen          | Medaillen          | Medaillen          | Medaillen          |
| Jahr      | Gesamt             | m                  | w                  | Flaggenträger      | Sportarten         |                    |                    |                    | Gesamt             | Rang               |
| --------- | ------------------ | ------------------ | ------------------ | ------------------ | ------------------ | ------------------ | ------------------ | ------------------ | ------------------ | ------------------ |
| 1924–2022 | nicht teilgenommen | nicht teilgenommen | nicht teilgenommen | nicht teilgenommen | nicht teilgenommen | nicht teilgenommen | nicht teilgenommen | nicht teilgenommen | nicht teilgenommen | nicht teilgenommen |
| Gesamt    | Gesamt             | Gesamt             | Gesamt             | Gesamt             | Gesamt             | 0                  | 0                  | 0                  | 0                  | -                  |

### Jugend-Sommerspiele
| Jahr   | Athleten | Athleten | Athleten | Flaggenträger   | Sportarten     | Sportarten  | Medaillen | Medaillen | Medaillen | Medaillen | Medaillen |
| Jahr   | Gesamt   | m        | w        | Flaggenträger   | Leichtathletik | Tischtennis |           |           |           | Gesamt    | Rang      |
| ------ | -------- | -------- | -------- | --------------- | -------------- | ----------- | --------- | --------- | --------- | --------- | --------- |
| 2010   | 2        | 1        | 1        | Lonzo Wilkinson | 2              |             |           |           |           |           |           |
| 2014   | 3        | 2        | 1        |                 | 2              | 1           |           |           |           |           |           |
| 2018   | 2        | 1        | 1        |                 | 1              | 1           |           |           |           |           |           |
| Gesamt | Gesamt   | Gesamt   | Gesamt   | Gesamt          | Gesamt         | Gesamt      | 0         | 0         | 0         | 0         | -         |

### Jugend-Winterspiele
| Jahr      | Athleten           | Athleten           | Athleten           | Flaggenträger      | Sportarten         | Medaillen          | Medaillen          | Medaillen          | Medaillen          | Medaillen          |
| Jahr      | Gesamt             | m                  | w                  | Flaggenträger      | Sportarten         |                    |                    |                    | Gesamt             | Rang               |
| --------- | ------------------ | ------------------ | ------------------ | ------------------ | ------------------ | ------------------ | ------------------ | ------------------ | ------------------ | ------------------ |
| 2012–2024 | nicht teilgenommen | nicht teilgenommen | nicht teilgenommen | nicht teilgenommen | nicht teilgenommen | nicht teilgenommen | nicht teilgenommen | nicht teilgenommen | nicht teilgenommen | nicht teilgenommen |
| Gesamt    | Gesamt             | Gesamt             | Gesamt             | Gesamt             | Gesamt             | 0                  | 0                  | 0                  | 0                  | -                  |

## Medaillengewinner

### Goldmedaillen
Bislang (Stand 2024) keine Medaillengewinner

### Silbermedaillen
Bislang (Stand 2024) keine Medaillengewinner

### Bronzemedaillen
Bislang (Stand 2024) keine Medaillengewinner